# 桃水镇
桃水镇，是中华人民共和国湖南省株洲市攸县下辖的一个乡镇级行政单位。

## 行政区划
桃水镇下辖以下地区：
泉塘冲社区、小集村、夏泉村、湾田村、褚家桥村、竹如山村、谢家坪村、桃水村、盘塘村、睦塘村、老君潭村、睦田村、清江桥村和竹泉村。